# Berra (Berg)

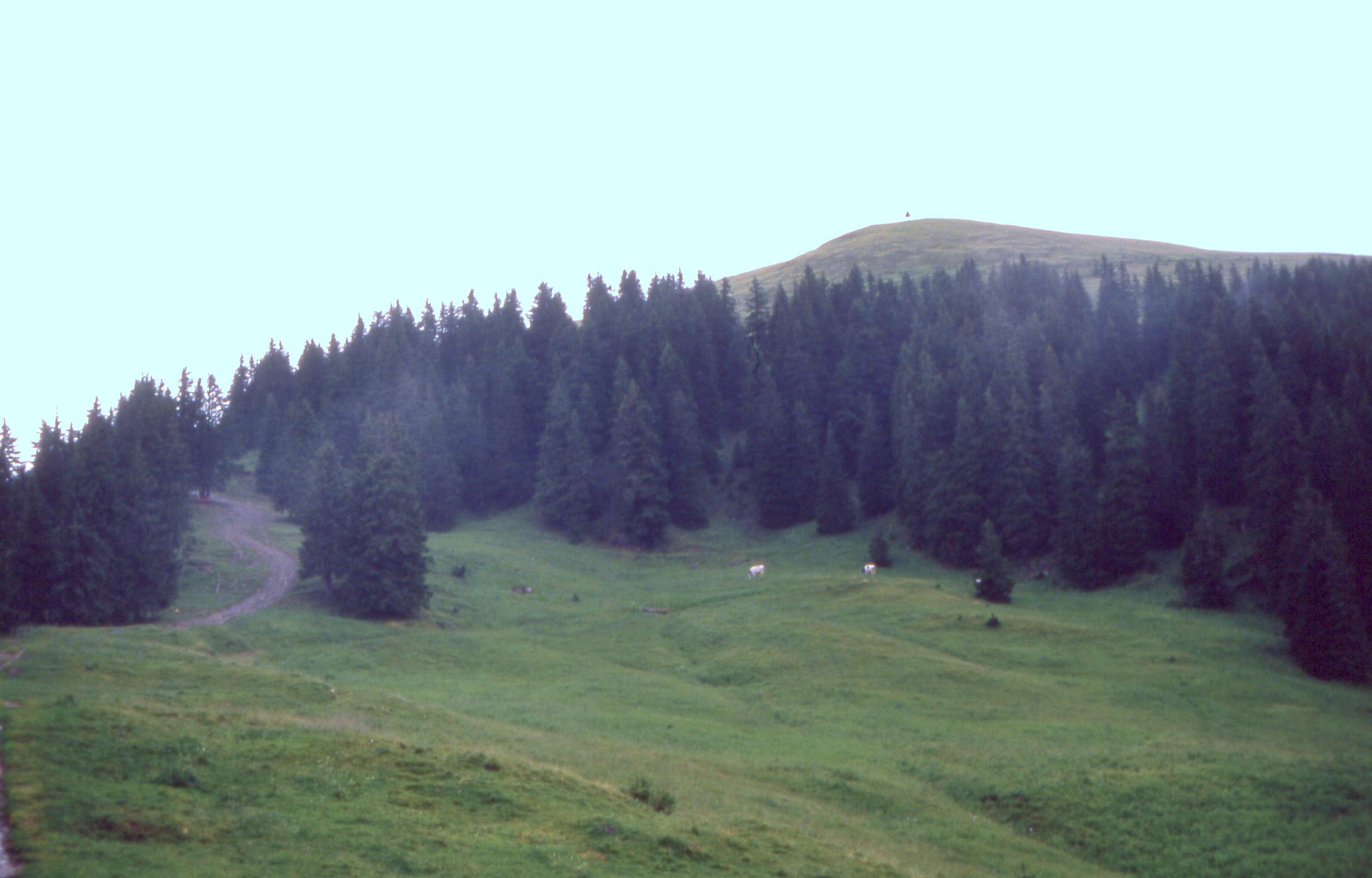
Blick von Westen zum Gipfel der Berra

Die Berra (französisch La Berra), auch in der Deutschschweiz oft als La Berra bezeichnet, ist ein 1719 m hoher Berggipfel in den Freiburger Voralpen in der Schweiz, rund 15 km südlich der Stadt Freiburg.

## Geographie
Über den Gipfel verläuft die gemeinsame Gemeindegrenze von La Roche und Val-de-Charmey. Der Bergname ist vom vulgärlateinischen berria (kaum oder nicht kultiviertes Land) abgeleitet.
Den Gipfel der Berra bildet eine baumlose, grasbewachsene Kuppe in flacher Pyramidenform. Von diesem Gipfel laufen drei Bergkämme aus: einer nach Norden zum Cousimbert (1632 m) und dann nordöstlich weiter zur Chrüzflue (1263 m), einer nach Südwesten zum Massiv des Vanil des Cours (1562 m; Schartenhöhe ca. 300 m) und einer in Richtung Osten zum ausgeprägten Ostgipfel (1688 m; Schartenhöhe ca. 45 m) und über zwei weitere Nebengipfel (über 1570 m; 1521 m) weiter zur Patta (1616 m; Schartenhöhe 129 m). Nach Westen fällt die Berra zum Saanetal ab, wobei der Fluss hier zum Greyerzersee aufgestaut ist. Nordöstlich des Gipfels liegt im Plasselbschlund das Quellgebiet der Ärgera, und im Süden öffnet sich das breite Talbecken des Javro, in dem das Kartäuserkloster La Valsainte liegt.
Die Höhe der Berra sowie ihre Nord- und Ostflanken werden von ausgedehnten Alpweiden eingenommen, während der Westhang dicht bewaldet ist. Der weithin sichtbare Berg dient als Triangulationspunkt erster Ordnung für die Landesvermessung der Schweiz.
Die Berra ist etwa so hoch wie der höchste Berg des Juras, der Crêt de la Neige, dessen Höhe seit der Neuvermessung im Jahr 2003 mit 1720 Metern angegeben wird.

## Geologie
In geologisch-tektonischer Hinsicht gehört das Gebiet der Berra zu den Préalpes romandes, einer grossflächigen Schubmasse penninischer Sedimente, die als Klippe auf helvetischen Sedimenten lagert. Die Berra besteht aus Flyschgesteinen der Gurnigeldecke, in der sich Sandstein- und Mergelbänke abwechseln.

## Tourismus
Die Berra ist zusammen mit den benachbarten Höhenrücken Sommerwandergebiet und Aussichtspunkt. Der Blick reicht über das Schweizer Seeland bis zum Jurakamm. Im Vordergrund sind der Greyerzersee und die Silhouette von Freiburg zu sehen. Am Westhang des Bergrückens, oberhalb von La Roche, befindet sich ein Wintersportgebiet mit mehreren Skiliften.